# Acrolyta glacialis
Acrolyta glacialis là một loài tò vò trong họ Ichneumonidae.